# Ami Koshimizu
Ami Koshimizu (jap. 小清水 亜美 Koshimizu Ami; ur. 15 lutego 1986 w Kokubunji, w Tokio) – japońska seiyū poprzednio związana ze spółką Production Baobab, obecnie należy do Axl One.

## Filmografia

### Seriale anime
2003
- Ashita no Nadja (Nadja Applefield)
- Gunslinger Girl (Claes)

2004
- Sweet Valerian (Kanoko)
- School Rumble (Tenma Tsukamoto)
- Hikari to Mizu no Daphne (Yukari Hanaoka)
- Futakoi (Sumireko Ichijou)
- Futari wa Pretty Cure (Natsuko Koshino)

2005
- IGPX (Yuri Jinno)
- Onegai My Melody (Miki Sakurazuka)
- Eureka Seven (Anemone)
- Futakoi Alternative (Sumireko Ichijou)
- Blood+ (Mao Jahana)
- My-Otome (Nina Wáng)
- LOVELESS (Ai Myoujin)
- Mushishi (Isaza)
- GARO (Sliva)

2006
- Asatte no Hōkō (Kotomi Shionzaki)
- Onegai my Melody ~Kuru Kuru Shuffle!~ (Miki Sakurazuka)
- Kamisama Kazoku (Tenko)
- Gift〜eternal rainbow〜 (Yukari Kamishiro)
- Kujibiki Unbalance (Ritsuko Kübel Kettenkrad)
- Code Geass: Lelouch of the Rebellion (Kallen Stadtfeld, Inoue w odc. 15)
- Shimūn (Paraietta)
- School Rumble Ni Gakki (Tenma Tsukamoto)
- Death Note (Yuri)
- Muteki Kanban Musume (Megumi Kannazuki)
- Lemon Angel Project (Saya Yuuki)

2007
- iDOLM@STER Xenoglossia (Yayoi Takatsuki)
- Onegai My Melody Sukkiri♪ (Miki Sakurazuka)
- Kishin Taisen Gigantic Formula (Evita Lambert)
- Kimikiss pure rouge (Yūmi Hoshino)
- Genshiken 2 (Ritsuko Kübel Kettenkrad)
- Sketchbook 〜full color's〜 (Asaka Kamiya)
- Sola (Sae Sakura)
- Heroic Age (Yuti Ra)
- Myself; Yourself (Nanaka Yatsushiro)

2008
- Code Geass – Lelouch of The Rebellion R2 (Kallen Stadtfeld)
- Hidamari Sketch × 365 (Misato)
- Spice and Wolf (Holo)
- H2O: Footprints in the Sand (Takuma Hirose)
- Special A (Chitose Saiga, Yahiro Saiga (okres dzieciństwa))
- Strike Witches (Charlotte E. Yeager)
- Magician's Academy (Takuto Hasegawa)

2009
- Maria-sama ga Miteru (Kanako Hosokawa)
- Sora Kake Girl (Mintao)
- Spice and Wolf II (Holo)
- Chrome Shelled Regios (Shante Raite)
- Saki (Nodoka Haramura)
- Umineko no Naku Koro ni (Rosa Ushiromiya)
- Phantom: Requiem for the Phantom (Mio Fujieda)
- Sora no Manimani (Fumie Kotozuka)
- Tegami Bachi (Aria Link)

2010
- Omamori Himari (Himari)
- Ladies versus Butlers! (Sanae Shikikagami)
- Strike Witches 2 (Charlotte E. Yeager)
- Hyakka Ryōran Samurai Girls (Charles d’Artagnan)
- Star Driver: Kagayaki no Takuto (Keito Nichi)
- Tegami Bachi Reverse (Aria Link)
- Shinrei Tantei Yakumo (Nao Saitou)
- Nurarihyon no mago (Sasami)

2011
- Dog Days (Leonmitchelli Galette des Rois)
- Suite Pretty Cure (Hibiki Hojo / Cure Melody)
- Freezing (Ingrid Bernstein)
- The World God Only Knows II (Kusunoki Kasuga)
- Nyanpire: The Animation (Nyanpire)
- Kota Shirayuki and the Shichijo Sisters (Yayoi Shichijo)

2012
- Kuroko no Basket (Tetsuya Kuroko)

2013
- Kill la Kill (Ryūko Matoi)
- Yahari ore no seishun rabukome wa machigatteiru. – Saki Kawasaki

2014
- Sailor Moon Crystal (Makoto Kino/Sailor Jupiter)
- Soul Eater NOT! (Shaula Gordon)

2022
- Lycoris Recoil (Mizuki Nakahara)[2]

2024
- Kekkon surutte, hontō desu ka – Asako Kurokawa[3]

### OVA
- AIKa R-16: Virgin Mission (Aika Sumeragi)
- AIKa ZERO (Aika Sumeragi)
- Denpa teki na Kanojo (Ayase Kazuko)
- Indian Summer (Kuon)
- Maria-sama ga Miteru OVA (Kanako Hosokawa)
- Master of Martial Hearts (Emi Daimonji)
- Murder Princess (Mirano Entolasia / Alita Forland)
- My-Otome Zwei (Nina Wáng)
- My-Otome 0~S.ifr~ (Sifr Fran)
- School Rumble OVA Ichigakki Hoshu (Tenma Tsukamoto)
- Strike Witches (Charlotte E. Yeager)